# Gustav Metzger
Gustav Metzger, né le 10 avril 1926 et mort le 1er mars 2017, est un artiste et un activiste politique allemand qui a développé le concept d'Auto-destructive art (en) et d'Art Strike (en).
Avec John Sharkey, il a entrepris la Destruction in Art Symposium (en) en 1966.

## Jeunesse et éducation
Gustav Metzger est né de parents juifs polonais à Nuremberg en Allemagne en 1926 et est arrivé en Grande-Bretagne en 1939 en tant que réfugié sous les auspices des Kindertransport. Il était apatride depuis la fin des années 1940,. Il a reçu une subvention de la part de la communauté juive du Royaume-Uni  pour étudier à l'Académie Royale des Beaux-Arts à Anvers entre 1948 et 1949.